# Investidura presidencial de Álvaro Uribe en 2002
La Investidura presidencial de Álvaro Uribe de 2002, como el trigésimo primer Presidente de Colombia tuvo lugar el 7 de agosto de 2002; el presidente del Senado Luis Alfredo Ramos administró el juramento del cargo a las 15:30 PM.
Uribe, líder político de Antioquia se convirtió en el primer presidente de Colombia en 90 años en no pertenecer a ninguna de las dos fuerzas políticas hegemónicas de Colombia
En la víspera de la investidura hubo un atentado en la Casa de Nariño, lo que obligó a que esta fuese realizada en las instalaciones del Capitolio Nacional y no en el frontis central como se había venido realizando desde 1952. Siendo la primera vez 82 años que un presidente no realizaba la caminata desde el Palacio de San Carlos hasta la Plaza de Bolívar.

## Ceremonia
Álvaro Uribe salió de la Casa de Nariño a las 15:30 PM. en compañía de su esposa Lina, sus hijos Tomas y Jerónimo, Francisco Santos y su esposa María Victoria escoltados por los Generales de las Fuerzas Militares, el Estado Mayor Conjunto, el Ejército Nacional, la Armada Nacional, la Fuerza Aérea y la Policía Nacional. Uribe recibió el juramento y la banda de parte del presidente del Senado Luis Alfredo Ramos y enseguida Uribe administro el juramento a Santos como vicepresidente, quince salvas fueron disparadas desde por el Batallón Guardia Presidencial desde el Puente de Boyacá para saludar al nuevo presidente y Uribe continuo con su discurso inaugural.